# Feusines
Feusines là một xã ở tỉnh Indre khu vực trung bộ Pháp. Xã này có diện tích 12,49 km², dân số thời điểm năm 1999 là 192 người. Khu vực này có độ cao trung bình 314 mét trên mực nước biển.